# エディ・トムソン
エドワード・ジェームス・トムソン（Edward James Thomson、1947年2月25日 - 2003年2月20日）はスコットランド・ロズウェル出身の元サッカー選手、サッカー指導者。

## 来歴

### 現役時代
エディンバラ隣にあるミッドロージアン行政区のロズウェルで、炭鉱夫を親に持つ7人兄弟の末っ子として生まれる。幼い頃からプロサッカー選手を目指して努力し、ホワイトホール・ウェルフェアやペニキュイック・アスレティックでユース年代を過ごす。15歳で学校を卒業しツイードミルの工場で働き始める。
1964年17歳のときに地元クラブのスコティッシュ・フットボールリーグのハート・オブ・ミドロシアン（ハーツ）とプロ契約する。この際、生まれて初めて着たブレザーとネクタイを締め生まれ故郷の小さな村ロズウェルを歩くと、トムソンの周りは黒山の人だかりとなった。
1966年、ハーツでトミー・ウォーカーに抜擢されハーフバック（ミッドフィールダー）としてリーグ戦デビュー、翌1967年にはレギュラーに定着する。この間スコットランド代表U-21代表に選ばれ3試合出場している。以降トムソンはセンターハーフとしてプレーし、得点よりチームの守備を支えるプレーヤーとして重用された。
1973年、移籍金6万ポンド でアバディーンに移籍し3シーズン在籍する。
1976年からスコットランドを離れることになる。同年北米サッカーリーグのサンアントニオ・サンダーに移籍し1シーズン在籍した。

### オーストラリアへ
1977年オーストラリアに新設されたオーストラリアン・ナショナルサッカーリーグ(NSL)のシドニー・シティーSCに移籍し、ディフェンダーとして同シーズン優勝に貢献する。
1980年からプレーイングマネージャーとしても活躍し、同シーズン終了後に現役引退し監督に専念、1980年から3年連続でチャンピオンシップ優勝、1986年NSLカップ優勝。オーストラリア最優秀監督に3度選出(1981年、1984年、1985年)された。ちなみにリーグ3連覇はNSL記録でもあり、NSLで指揮した過去の全監督の中でも驚異的な勝利記録を残している。
この間、オーストラリアサッカー連盟およびスコットランドサッカー協会の最上級ライセンスを取得した。
1984年からオーストラリアB代表(五輪代表)監督を兼務するようになる。B代表初指揮はメルボルンで行われた対グラスゴー・レンジャーズFC戦であり、0-0の引き分けに終わる。1985年からフランク・アロック率いるオーストラリアA代表でアシスタントコーチも兼務する。
1990年、オーストラリアA代表兼B代表(五輪代表)監督に就任した。オーストラリア代表監督はそれまでクラブチームと兼務する形が一般的であったが、トムソンがはじめて代表専任スタッフとなった。A代表監督初指揮は、1990年9月6日ソウルで行われた韓国代表戦であり、0-1で負けている。
1992年バルセロナオリンピックで最高記録となる4位入賞を果たした。
1994年、ネド・ゼリッチのボルシア・ドルトムント移籍において不正な関与があったとして代表監督解雇騒動に発展したが、元老院の調査で証拠不十分となり処分を免れた。
1994 FIFAワールドカップ・オセアニア予選を通過し、1994 FIFAワールドカップ予選大陸間プレーオフでは本大会出場をかけアルゼンチン代表と対戦するも敗れ本大会出場を逃す。1996年、アトランタオリンピックでのグループリーグ敗退。同年末、サンフレッチェ広島からオファーを受けたため代表監督を辞任する。
代表監督時代のトムソンは、ハリー・キューウェルやルーカス・ニールらの若いタレントを抜擢し才能を開花させた。この抜擢された選手がのちに2006 FIFAワールドカップにおいてオーストラリア初のW杯グループリーグ突破に貢献している。

### その後
1997年から4年間Jリーグ・サンフレッチェ広島の監督を務める。チームの財政難から主力放出を余儀なくされ、カウンターアタックを信条とするサッカーを実践し、チームは常に中位から下位に低迷したがJ2降格しないように努めた。時には、その守勢は他から批判された が、終始貫いた。オーストラリアコネクションを活かし、グラハム・アーノルド、ハイデン・フォックスやトニー・ポポヴィッチ、アウレリオ・ヴィドマー、スティーブ・コリカを連れてきたほか、久保竜彦、服部公太、下田崇をはじめ森崎和幸、藤本主税ら若手の底上げを図った。1999年にはその抜擢したメンバーで天皇杯決勝進出に導いている。
2001年オーストラリアへ「帰国」し、妻とキャンピングカーで旅行中に癌が発覚する。同年9月悪性リンパ腫と診断され治療を開始し膵臓の摘出手術を行ったが、再発が確認され入退院を繰り返していた。2003年2月20日深夜、シドニー市内の病院で死去。55歳だった。
2002年オーストラリアサッカー連盟殿堂入り。

## 監督成績
| 年度   | 所属 | 大会名 | 試合数 | 勝点 | 勝利 | 引分 | 敗戦 | 順位 | ナビスコ杯     | 天皇杯    | チーム             |
| ------ | ---- | ------ | ------ | ---- | ---- | ---- | ---- | ---- | -------------- | --------- | ------------------ |
| 1997年 | J    | 1st    | 16     | 21   | 8    | -    | 8    | 10位 | 予選リーグ敗退 | 4回戦敗退 | サンフレッチェ広島 |
| 1997年 | J    | 2nd    | 16     | 15   | 5    | -    | 11   | 13位 | 予選リーグ敗退 | 4回戦敗退 | サンフレッチェ広島 |
| 1998年 | J    | 1st    | 17     | 19   | 7    | -    | 10   | 13位 | 予選リーグ敗退 | ベスト8   | サンフレッチェ広島 |
| 1998年 | J    | 2nd    | 17     | 24   | 9    | -    | 8    | 9位  | 予選リーグ敗退 | ベスト8   | サンフレッチェ広島 |
| 1999年 | J1   | 1st    | 15     | 27   | 9    | 0    | 6    | 6位  | 2回戦敗退      | 準優勝    | サンフレッチェ広島 |
| 1999年 | J1   | 2nd    | 15     | 21   | 7    | 1    | 7    | 8位  | 2回戦敗退      | 準優勝    | サンフレッチェ広島 |
| 2000年 | J1   | 1st    | 15     | 19   | 7    | 1    | 7    | 10位 | 2回戦敗退      | 4回戦敗退 | サンフレッチェ広島 |
| 2000年 | J1   | 2nd    | 15     | 18   | 6    | 1    | 8    | 11位 | 2回戦敗退      | 4回戦敗退 | サンフレッチェ広島 |

## 参考資料
- “Former Socceroo coach Eddie Thomson loses 18-month battle with cancer”.   smh.com.au (2003年2月22日). 2013年5月30日閲覧。
- （英語）Eddie Thomson - Australian Online Football Museum、2013年05月30日閲覧。
- （英語）Eddie Thomson - londonhearts.com、2013年05月30日閲覧。
- （英語）Eddie Thomson - North American Soccer League Players、2013年05月30日閲覧。